# Nachal Gvar'am
Nachal Gvar'am (hebrejsky: נחל גברעם) je vádí v pobřežní nížině v jižním Izraeli. Začíná v nadmořské výšce přes 50 metrů u vesnice Gvar'am. Směřuje pak k severozápadu plochou a zemědělsky využívanou krajinou. Jihozápadně od vesnice Talmej Jafe ústí zleva do vádí Nachal Oved.